# Piščal (Divje babe)
Piščal iz Divjih bab, podrobneje Moustérienska »koščena piščal« iz Divjih bab I, tudi tidldibab, je 50.000–60.000 let stara kost z luknjami, ki bi lahko bila najstarejša piščal in najstarejše glasbilo na svetu. Hrani jo Narodni muzej Slovenije. Najdena je bila leta 1995 med izkopavanji v jami arheološkega najdišča Divje babe I pri Cerknem in jo vodja tedanje skupine arheologov najditeljev, arheolog Ivan Turk, pripisuje neandertalcu. Gre za stegnenico mladega jamskega medveda. Najdba piščali je sprožila mnoge polemike in je sprva razdvojila strokovno javnost. Arheolog Mitja Brodar (1921—2012) je nasprotoval trditvi, da gre za delo neandertalca; preluknjano kost je povezoval s preluknjanimi kostmi v Potočki zijalki in jo je pripisoval kromanjoncu. Tuji arheologi se nagibajo k dvomu o tem, da je predmet nastal namenoma kot glasbilo, po mnenju slovenskih arheologov pa je bil po dolgoletnih raziskavah ta dvom večkrat strokovno ovržen. Luknjice naj ne bi nastale naključno zaradi ugriza zveri, viden pa naj bi bil tudi del ohranjenega rezilnega roba, ki naj bi bil posledica obdelave materiala. Kost naj bi omogočala širok tonski obseg in veliko prilagodljivost pri igranju melodičnih linij. Je edina doslej odkrita kost, ki naj bi jo kot piščal uporabljal neandertalec. Ker je najdena kost deloma odkrušena, so bile izdelane njene rekonstrukcije in na podlagi teh so bili narejeni mnogi akustični preskusi, objavljeni v strokovnih publikacijah. Objektivni dvomi o piščali so izraženi v številnih spletnih člankih, po leta 2015 opravljeni raziskavi pa naj bi nastanek luknjic povzročile hijene.

## Arheološko najdišče
Divje babe so najstarejše znano arheološko najdišče v Sloveniji. Lokacija obsega 45 m dolgo in do 15 m široko jamo, ki se nahaja 230 m nad reko Idrijco blizu Cerkna. Jama je dostopna le za manjše skupine obiskovalcev ob določenih terminih in v spremstvu lokalnega vodnika.   Raziskovalci so na tem najdišču odkrili več kot 600 arheoloških predmetov v najmanj desetih plasteh sedimentov, vključujoč 20 ognjišč, in skeletne ostanke jamskih medvedov. Preučevali so tudi podnebne spremembe v času pleistocena. Po podatkih Narodnega muzeja je piščal povezana s koncem srednjega pleistocena in z neandertalci pred približno 60.000 leti, hkrati pa je temeljni dokaz, da so bili neandertalci tako kot mi zdaj, razvita duhovna bitja, zmožna takšnega umetniškega procesa, kot je ustvarjanje glasbe.
V 20. in 30. letih 20. stoletja je arheolog Srečko Brodar v arheološkem najdišču Potočka zijalka našel na desetine preluknjanih kosti, vendar jih je bila večina uničenih med italijansko okupacijo v času 2. svetovne vojne. Med ohranjenimi je najbolj znana mandibula jamskega medveda s tremi luknjami v mandibularnem kanalu.
Po 2. svetovni vojni so bili paleolitski predmeti najdeni tudi v Mokriški jami in v Betalovem spodmolu in so shranjeni v Narodnem muzeju Slovenije v Ljubljani. Do najdbe v Divjih babah mednarodni arheološki skupnosti ni bilo znano, da bi obstajala kakšna tako stara piščal z luknjicami. Večina paleolitskih piščali je bila najdena v Franciji. V Sloveniji je bila najdena še ena koščena piščal z luknjico, v Potočki zijalki, izdelal pa jo je kromanjonec tj. sodobni človek, in ne neandertalec.

## Izvajanje glasbe na replike piščali
Najpomembnejši izdelovalec replik in izvajalec nanje je bil prof. Ljuben Dimkaroski. Sam je ročno izdelal preko tristo koščenih in lesenih replik, ki jih je poimenoval tidldibab (to ime je sestavljeno iz začetnic imen Turk Ivan (arheolog, ki je piščal našel), Dimkaroski Ljuben in Divje babe). O tidldibabu je TV Slovenija leta 2015 posnela kratko dokumentarno oddajo, sicer pa je bilo za tidldibab in raznovrstne glasbene zasedbe skomponiranih več skladb. Po Dimkaroskemu na piščal največkrat izvaja multiinstrumentalist Boštjan Gombač. Skladba Baba, za tidldibab simfonični orkester, je bila izvedena v več evropskih državah, v Sloveniji tudi arhivsko posneta s Simfoničnim orkestrom RTV Slovenija.